# Depósito legal
O depósito legal é a obrigação legal feita a qualquer editor de livros ou publicações de enviar um ou mais exemplares de qualquer obra impressa no país a um repositório específico, geralmente sua biblioteca nacional. Essa doação é normalmente empregada para livros e jornais, mas com o avanço da tecnologia e das novas mídias, alguns países já estão alterando suas legislações para incluir filmes, mapas e até mesmo sites da internet.

## História
Na antiguidade, a Biblioteca de Alexandria já tinha um sistema de depósito legal e modernamente foi a França que instituiu o depósito legal em 1537; A Inglaterra fundou depósito legal em 1662. Esta lei existe em vários países, como Alemanha, Brasil, Espanha, Estados Unidos da América e Portugal. Em alguns desses, a doação de livros ao repositório nacional é um pré-requisito para pedidos de registro de números de ISBN ou para o reconhecimento de direitos autorais.
O número de exemplares a serem depositados podem variar, sendo geralmente entre um e quatro, mas alguns países requerem depósitos maiores, como a Polônia, que obriga ao depósito de 19 cópias de qualquer nova obra.
Geralmente os órgãos do governo também são obrigados a obedecer a leis extras de depósito legal, o que pode obrigar documentos públicos a serem distribuídos a um grande número de bibliotecas para acesso público.

## Lei Brasileira do depósito legal
No Brasil as atuais leis de Depósito legal são as Leis n° 10.994  de 14 de Dezembro de 2004, que diz que o repasse será de pelo menos um exemplar de cada obra à Biblioteca Nacional, e nº 12.192, de 14 de janeiro de 2010, que dispõe sobre o depósito legal de obras musicais na mesma Biblioteca Nacional.

### Legislações do Depósito Legal Regionais
É comum que os Estados, Distrito Federal e os municípios tenham também legislação de Depósito Legal, como a Lei Piauiense do Depósito Legal 

### Ceará
No Ceará o mecanismo é regulamentado pela Lei Estadual Nº 13.399, de 17 de novembro de 2003, publicada no dia 19/11/2003, na edição nº 222 do Diário Oficial do Estado do Ceará.

### Rio Grande do Sul
Nesta unidade federativa o mecanismo está expresso no artigo 229 da Constituição do Estado do Rio Grande do Sul.

## Depósito legal em Portugal
Em Portugal, é obrigatório o depósito de 14 cópias (salvo algumas excepções, como teses de mestrado e doutoramento, onde só é necessário o depósito de uma cópia) de quaisquer obras impressas ou publicadas dentro do país ou impressas no estrangeiro por editores com actividade domiciliada em Portugal, incluindo teses de mestrado e doutoramento. Essas cópias são distribuídas entre a Biblioteca Nacional, bibliotecas municipais das grandes cidades e instituições públicas de ciência e ensino superior. A entrega é da responsabilidade dos proprietários ou gerentes de tipografias, ou dos editores se a impressão for feita fora de Portugal.